# 宮下ともみ
宮下 ともみ（みやした ともみ、1982年4月30日 - ）は、日本の女優、声優。
北海道浦河郡浦河町出身。青年座映画放送所属。夫は俳優の高橋光臣。

## 略歴
北海道浦河高等学校卒業。
2001年、映画『ウォーターボーイズ』のインサイドストーリーとして制作された短編『がきんちょハート』のヒロイン役でデビュー。
その後、ユーロスペースの独自企画「映画番長シリーズ」に連続出演。
2005年、『ウルトラマンネクサス』の第25話から野々宮瑞生役で出演。以降のウルトラシリーズにも出演しており、『ULTRASEVEN X』の第2話ではゲスト出演、『ウルトラ銀河伝説外伝 ウルトラマンゼロVSダークロプスゼロ』ではサロメ星人ヘロディアを演じた。
2007年1月、新宿シアターアプルで初舞台の『メモリーズ』に出演。
近年はアニメや洋画の吹き替えなど、声優としても活動している。私生活では、2008年の舞台『ダブルブッキング!』で共演し2009年ごろより交際していた俳優の高橋光臣と、2014年1月1日に結婚。同日に双方の公式ブログにて入籍を発表した。2018年2月19日に第1子男児を出産した。2020年2月2日、第2子男児を出産。2024年12月9日、第3子男児を出産。

## 人物
コンビニで新製品のドリンク類を見つけると、ついつい買ってしまう「新製品好き」を自称している。
趣味は日舞、乗馬、北海道弁、バレーボール、スピードスケート、エレクトーン。日舞と乗馬は、時間が空いたときにどちらかのレッスンに通っている。好物は駄菓子で、外出先やロケ地付近で駄菓子屋を見かけると入らずにはいられない。特にラムネ（錠菓の方）と甘いフルーツ味のガムが好きである。
女優業を始めてからは紫外線対策に気をつけ、夏の外出時には日焼けしない服装を心がけている。また、自分が出演した作品のほとんどのDVDを所持している。
ペットとしてミニチュアダックスフントを飼っている。
2004年公開の映画『稀人』で組んで以来、監督の清水崇に気に入られており、その後も映像作品やイベントで度々組んでいる。宮下が初舞台を踏んだ『メモリーズ』のパンフレットでも、彼女への推薦文は清水が寄稿していた。
少女向け、少年向けを問わず漫画好き。お気に入りは『ぼくの地球を守って』、『天は赤い河のほとり』、『幽☆遊☆白書』、『宇宙兄弟』など。

## 出演
※太字は主演。

### テレビドラマ
- 私海（2003年9月26日、フジテレビ）
- ウルトラマンネクサス 第25 - 36話（2005年3月26日 - 6月18日、CBC） - 野々宮瑞生 役
- 心霊探偵 八雲 第1 - 4話（2006年4月3日 - 24日、テレビ東京）
- 土曜ワイド劇場・弁天祐美子法律事務所（2007年4月28日、テレビ朝日） - 松田佳織 役
- ケータイ刑事 銭形海 1stシリーズ 第12話（2007年9月22日、BS-i） - 旭川晴海 役
- ULTRASEVEN X 第2話（2007年10月12日、CBC） - エリコ 役
- 医龍-Team Medical Dragon- 第2話（2007年10月18日、フジテレビ）
- 安宅家の人々（2008年1月7日 - 3月28日、東海テレビ） - 宇多川仁美 役
- ケータイ捜査官7 第18話（2008年8月20日、テレビ東京） - 中野美里 役
- 仮面ライダーキバ 第34・35話（2008年9月28日・10月5日、テレビ朝日） - 楓 役
- トリハダ4〜夜ふかしのあなたにゾクッとする話を 第一話「恐怖は常にあなたの隣りに」（2008年10月9日、フジテレビ）
- Room Of King 第3・4話（2008年10月18日・25日、フジテレビ）
- OLにっぽん 第3話（2008年10月22日、日本テレビ）
- ギラギラ 第7話（2008年11月21日、テレビ朝日）
- コード・ブルー -ドクターヘリ緊急救命-（2009年） - 河野洋子 役
- Lドラ・サギ師リリ子 第3週（2009年1月19日 - 23日、テレビ東京） - 遠矢礼子 役
- RESET（リセット） 第12話（2009年3月26日、読売テレビ） - 寺田美鈴 役
- 左目探偵EYE（2009年10月3日、日本テレビ） - 女性警察官 役
- 古代少女ドグちゃん 第5話（2009年11月4日、毎日放送） - 皆川由紀 役
- 松本清張生誕100年スペシャル・中央流沙（2009年12月14日、TBS）
- 絶対零度〜未解決事件特命捜査〜 第1話（2010年4月13日、フジテレビ） - 大貫清美 役
- 古代少女隊ドグーンV 第3話（2010年10月20日、毎日放送） - OL 役
- 天使の代理人 最終章（2010年10月26日 - 29日、東海テレビ） - 佐伯あすか 役
- 鈴木先生 第2話（2011年5月2日、テレビ東京） - 鈴木先生の元カノ 役
- 名探偵コナン 工藤新一への挑戦状 第5話（2011年8月4日、読売テレビ） - 石原佳奈 役
- SP〜警視庁警護課（2011年10月8日、テレビ朝日） - 金城幸子 役
- カレ、夫、男友達 第3話（2011年11月15日、NHK） - 八木絵里香 役
- 鈴子の恋 ミヤコ蝶々女の一代記（2012年1月5日 - 3月30日、東海テレビ） - 岡田郁子 役
- 金曜プレステージ・鬼刑事 米田耕作（2012年2月3日、フジテレビ） - 関貴子 役
- 月曜ゴールデン・船上パーサー・氷室夏子 豪華フェリー殺人事件（2012年8月6日、TBS） - 木島エリカ 役
- 土曜ワイド劇場・私は代行屋! 晴子の事件推理（2012年8月18日、朝日放送） - 大倉真紀 役
- 謎解きはディナーのあとでスペシャル〜風祭警部の事件簿〜（2013年8月2日、フジテレビ） - 児玉絹江（青年期） 役
- 土曜ワイド劇場・私は代行屋!2（2013年11月2日、朝日放送） - 大倉真紀 役
- 土曜ワイド劇場・私は代行屋!3（2014年11月15日、朝日放送） - 大倉真紀 役
- 月曜ゴールデン・世田谷駐在刑事3（2015年8月10日、TBS） - 高森香織 役
- 土曜ワイド劇場・私は代行屋!4（2015年8月22日、朝日放送） - 大倉真紀 役
- 土曜ワイド劇場・西村京太郎トラベルミステリー65（2016年2月6日、テレビ朝日） - 萩原礼子 役
- 月曜名作劇場・温泉殺人事件シリーズ 有馬温泉殺人事件（2016年5月30日、TBS） - 堀咲月 役
- 警視庁ゼロ係（2018年） ‐ 笹村祥子 役
- 神酒クリニックで乾杯を（2019年） ‐ 宇田川瑞希 役

### 映画
- がきんちょハート（2001年公開、ネットシネマ）
- 黄昏流星群 同窓会星団（2002年公開） - 若い女性 役
- エロス番長シリーズ・ともしび（2004年公開）
- ワラ(^0^)番長シリーズ・独立少女紅蓮隊（2004年公開） - サキ 役
- ホラー番長シリーズ・稀人（2004年公開） - F 役
- 一生の?お願い（2005年公開） - 石川千春 役
- 噂の刑事 セロテープとエレベーター（2005年公開）
- 渋谷怪談 THE リアル都市伝説 第6話（2006年1月21日公開、ダイナモピクチャーズ） - 中根由季子 役
- イヌゴエ（2006年2月18日公開、バイオタイド） - 音無ちぬ 役
- 大安吉日（2006年公開）
- 笑う大天使（2006年7月15日公開、アルバトロス・フィルム） - 紫の上 役
- ストロベリーショートケイクス（2006年9月23日公開、アップリンク・コムストック） - ユリ 役
- 幽霊VS宇宙人[11]（2008年公開）
- ロックアウト（2008年公開） - 相川友梨 役
- 携帯彼女（2010年公開）
- ゴメンナサイ（2011年公開） - 女教師 役
- ヘルドライバー（2011年7月23日公開、日活） - 井出組組長 安藤 役
- BRAVE HEARTS 海猿（2012年7月13日公開、東宝） - 久坂陽子 役
- ぼくが処刑される未来（2012年11月23日公開、東映） - 紗和子の母親 役
- ヌイグルマーZ（2014年1月25日公開）

### 劇場アニメ
- コクリコ坂から（2011年7月16日公開、東宝）

### オリジナルビデオ
- 小鳩の会の日本の歴史（2004年発売）
- 宮下ともみ『一生の?お願い』メイキングDVD 優しいオオカミ（2005年発売）
- ウルトラ銀河伝説外伝 ウルトラマンゼロVSダークロプスゼロ（STAGEⅠ：2010年11月26日 / STAGEⅡ：12月22日発売） - サロメ星人ヘロディア 役

### 吹き替え
- エージェント・オブ・シールド - ジェマ・シモンズ捜査官〈エリザベス・ヘンストリッジ〉 役

### 海外アニメ
- アルティメット・スパイダーマン VS シニスター・シックス #5 - エージェント ジェマ・シモンズ〈エリザベス・ヘンストリッジ[12]〉 役

### その他のテレビ番組
- コスモ★エンジェル 第16回（2002年、東海テレビ）
- 週刊エンターテイメントニュース（2005年、The MUSIC 272） - レギュラーMC
- 超古代からの挑戦状!（NHK BSプレミアム）
  - 超古代からの挑戦状!「縄文ストーンサークル編」（2013年8月18日）
  - 超古代からの挑戦状!2「行き倒れ“縄文・仮面男”の謎」（2016年3月25日）

### 舞台
- メモリーズ ～かつてすごし日々を愛でるというコト～（2007年、新宿シアターアプル）
- ダブルブッキング！（2008年、新宿紀伊國屋ホール）
- オフィスインベーダー「美人税」（2011年9月8日 - 12日、スタジオモモンガ） - 一条エレナ 役

### CM
- カルビー ナチュラルベリー『ベリーシズル篇』
- サントリー まんてん畑
- 日本マクドナルド マックシェイク 杏仁娘
- ソフトバンクモバイル ゴールドプラン『ラクロス篇』
- P&G ファブリーズ ミストラル『ミサコさん篇』
- Mobage「スマホでモバゲー〜忍者ロワイヤル篇〜」（2011年）